# 2293 Герніка
2293 Герніка (2293 Guernica) — астероїд головного поясу, відкритий 13 березня 1977 року.
Тіссеранів параметр щодо Юпітера — 3,199.